# Patricia Hymanson
Patricia Hymanson é uma médica e política americana com atuação no estado de Maine. Membro do partido democrata, faz parte da equipe representativa da Maine House of Representatives desde 2014. Patricia é membro-presidente do York School Committee.
Patricia é neurologista e tem prática na área desde 1988. Seu distrito inclui as cidades de Ogunquit, porções de Wells e York. Durante a infância e adolescência, frequentou escolas públicas. Durante o período acadêmico, estudou na Universidade Yale e concluiu doutorado em medicina na New York Medical College.